# Culpables de este sentimiento
Culpables de este sentimiento es una banda de rock argentino formada en el año 2008 en la Ciudad de Buenos Aires tras la disolución de la banda Jóvenes Pordioseros.

## Historia
Culpables de este sentimiento surgió tras la disolución de la banda los Jóvenes Pordioseros en el año 2008. Cuando su cantante Cristian "Toti" Iglesias decide terminar con su primera banda y dar comienzo a un nuevo proyecto llamado "Hijos del Oeste", el guitarrista, el baterista y el bajista de Jóvenes Pordioseros (Álvaro "Pedi" Puentes y Adrián "Chori" Vigo, en ese orden) siguieron ensayando juntos y comenzaron a forjar la idea de formar una nueva banda.
Las dos bandas post - Jóvenes Pordioseros deben su nombre a la canción "Hijos del oeste". La primera se llama "Hijos del Oeste", frase de la canción que le da título a la misma. La segunda se titula "Culpables de este sentimiento" debido a la estrofa de la canción que dice:

«Somos culpables de este sentimiento, me cobijaste en tu alma. Sos mi bendición en la soledad»
Estrofa de la canción "Hijos del oeste", incluida en el álbum "Sangre" de Jóvenes Pordioseros.

Pedi y Chori se disponen a formar un nuevo proyecto, y luego de algunos cambios en la formación de la banda, ingresan formalmente Gabriel "Apu" Gerez en teclados y Gonzalo Vilches en el bajo, ocupando el lugar que Sikus dejó vacío unos meses más tarde.
En 2009 luego de realizar numerosas presentaciones por el circuito under de Capital Federal y el Gran Buenos Aires, entran al Matadero Records (mismo estudio donde habían grabado todos los discos de Jóvenes Pordioseros) bajo la producción artística de Jorge Rossi (exbajista de Los Gardelitos e Intoxicados y actual líder de Manto) y Adrián "Burbujas" Pérez (ex tecladista de Viejas Locas e Intoxicados) para la grabación de su primer disco titulado "Aún no termina". La salida del disco es acompañada por la invitación del festival Cosquín Rock 2010 para abrir el escenario principal, show que marca un antes y un después en la aceptación de la banda por parte de los medios y el público masivo.
Durante todo el 2010 la banda es convocada por diversos festivales y shows del interior del país, lo que le permite consolidarse musicalmente.
A mediados de 2011 Chori deja la batería para hacerse cargo de la representación del grupo debido a las mayores exigencias organizativas que la banda venía teniendo. En su reemplazo es convocado Alan Grochi, eximio baterista de la zona sur de Buenos Aires.
En 2012 la banda anunció que se estaba trabajando en la preproducción de "Antimateria", su segundo álbum de estudio. Siguiendo la propuesta de su título, "Antimateria" estaba propuesto como un disco que no sería editado en ningún formato físico, solo existiría en "el éter" para ser descargado desde Internet. Como adelanto, la banda publicó a través de las redes sociales tres canciones nuevas: "Tic-tac", "Postrado" y "Energía inagotable".
Culpables de este sentimiento brindó uno de los más grandes recitales presentándose en la edición 2013 del festival Cosquín Rock, donde presentaron una nueva canción titulada "Gente empuja". A partir de entonces, el grupo continuó girando por el país los años siguientes (coincidiendo con las giras que Pedi y Apu realizaron con Don Osvaldo entre 2014 y 2016).
En junio de 2017, con nuevos miembros en su formación (Nicolas Sinyasiki Pérez reemplazó a Gonzalo Vilches en bajo, mientras que Fernando Kiener tomó de Apu Gerez en teclados), Culpables de este sentimiento comenzó con la grabación de su segundo álbum de estudio (cinco años después del truncado "Antimateria" que nunca vio la luz). Finalmente, el material discográfico fue publicado el 24 de agosto del corriente año a través de su canal de YouTube. El titulado "Revolución humana" consta de nueve nuevas canciones, donde no se incluyen las publicadas entre 2012 y 2013.

## Integrantes
- Álvaro "Pedi" Puentes: voz y guitarras
- Nicolás Sinyasiki Pérez: bajo y coros
- Fernando Kiener: teclados y voz
- Alan Grochi: batería

### Exintegrante
- Adrián "Chori" Vigo: batería
- Gonzalo Vilches: bajo y coros
- Gabriel "Apu" Gerez: teclados y voz

## Discografía
- Aún no termina (2009)
- Revolución humana (2017)